# Al·losa
L'al·losa és un monosacàrid del tipus aldohexosa s'ha aïllat de les fulles de l'arbust africà Protea rubropilosa. És soluble en l'aigua i pràcticament insoluble en metanol. L'al·losa és un epímer C3 de la glucosa.